# Vườn quốc gia Watheroo
Vườn quốc gia Watheroo là một vườn quốc gia ở Tây Úc, Úc.